# Charles L. South
Charles Lacy South (* 22. Juli 1892 bei Damascus, Washington County, Virginia; † 20. Dezember 1965 in Austin, Texas) war ein US-amerikanischer Politiker. Zwischen 1935 und 1943 vertrat er den Bundesstaat Texas im US-Repräsentantenhaus.

## Werdegang
Im Jahr 1898 kam Charles South mit seinen Eltern in das Callahan County in Texas; 1914 zog die Familie in das Coleman County weiter. Er besuchte die öffentlichen Schulen seiner jeweiligen Heimat. In den Jahren 1915 und 1916 studierte er an der Simmons University in Abilene. Bis 1920 war South Lehrer an den öffentlichen Schulen seiner Heimat; von 1921 bis 1925 fungierte er als Schulrat im Coleman County. Nach einem Jurastudium und seiner 1925 erfolgten Zulassung als Rechtsanwalt begann er als Jurist zu arbeiten. Von 1925 bis 1931 war er Bezirksrichter und danach bis 1934 Staatsanwalt im 35. Gerichtsbezirk von Texas.
Politisch war South Mitglied der Demokratischen Partei. Bei den Kongresswahlen des Jahres 1934 wurde er im 21. Wahlbezirk von Texas in das US-Repräsentantenhaus in Washington, D.C. gewählt, wo er am 3. Januar 1935 die Nachfolge von George B. Terrell antrat. Nach drei Wiederwahlen konnte er bis zum 3. Januar 1943 vier Legislaturperioden im Kongress absolvieren. Während seiner Zeit im Kongress wurden dort bis 1941 viele der New-Deal-Gesetze der Bundesregierung unter Präsident Franklin D. Roosevelt verabschiedet. Seit 1941 war auch die Arbeit des Kongresses von den Ereignissen des Zweiten Weltkrieges geprägt.
1942 wurde Charles South von seiner Partei nicht mehr zur Wiederwahl nominiert. Nach dem Ende seiner Zeit im US-Repräsentantenhaus praktizierte er als Anwalt in Coleman. In den Jahren 1947 und 1948 war er Abgeordneter im Repräsentantenhaus von Texas. Er starb am 20. Dezember 1965 in Austin und wurde in Coleman beigesetzt.